# Герб Великих Лук
Герб Великих Лук — является официальным символом муниципального образования «город Великие Луки» Великолукского района Псковской области Российской Федерации.
Исторический герб Великих Лук был создан в начале XVIII века товарищем герольдмейстера Герольдмейстерской конторы Ф. М. Санти, Высочайше утверждён 28 мая (8 июня) 1781 года императрицей Екатериной II вместе с другими гербами городов Псковского наместничества. Официально использовался до ноября 1917 года. 21 июня 2001 года Решением Великолукской городской думы исторический герб Великих Лук был восстановлен в качестве официального символа города и внесён в Государственный геральдический регистр Российской Федерации под регистрационным номером 791.

## Описание и обоснование символики
Геральдическое описание (блазон) гласит:
В червлёном (красном) поле три золотых продольно положенных лукаРешение  «О гербе города Великие Луки»
В соответствии с Решением Великолукской городской думы № 65 от 21 июня 2001 года «О гербе города Великие Луки» герба города имеет следующее обоснование символики: «За основу герба муниципального образования „город Великие Луки“ взят исторический герб города Великие Луки, Псковского Наместничества утверждённый 28 мая 1781 года, подлинное описание которого гласит: „В красном поле три золотые большие лука“ (Старый герб).
Красный цвет символ труда, жизнеутверждающей силы, мужества, праздника и красоты.
Золото в геральдике символизирует прочность, величие, интеллект, великодушие, богатство».

## История
Исторический герб Великих Лук был создан в начале XVIII века.

### Герб Великолуцкого полка

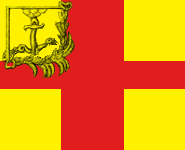
Знамя Луцкого (Великолуцкого) драгунского полка 1712 года.

Первый вариант герба Великих Лук появился в 1712 году, когда по указу Петра I были утверждены и изготовлены знамёна Луцкого (Великолуцкого) драгунского полка, созданного в 1699 году как полк Николая фон Вердена: одно белое с вензелем Петра Великого в окружении венка, остальные:
Желтыя, пересеченныя большимъ краснымъ крестомъ, и съ золотымъ изображеніемъ, въ верхнемъ углу, у древка, руки, съ мечемъ, выходящей изъ облаковъ и перерубающей змея
Символ — «выходящая рука с мечом», как предполагается, был взят из книги «Символы и эмблемата», напечатанной по указу российского царя Петра I в 1705 году в Амстердаме.

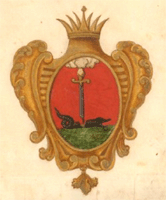
Герб на знамени Луцкого (Великолуцкого) драгунского полка 1730 года из знаменного гербовника

12 января 1722 года Именным Указом Императора Петра I при Сенате была образована Герольдмейстерская контора. Товарищем герольдмейстера («составителем гербов») был назначен итальянец по-происхождению, граф Ф. М. Санти. На основе сведений, присланных из разных городов России им были созданы первые городские гербы. В реестре гербов, сочинённых Ф. Санти числится и герб Великих Лук, значительно отличавшийся от полкового герба. Санти создал герб гласным — в гербе выражалось название города: 
в красном поле три золотых больших лука.
В июне 1728 года Верховный тайный совет издал указ о введении нового образца полковых знамён с государственным и городским гербами. В 1729 году под руководством обер-директора над фортификацией генерала Б. К. Миниха и при участии художника А. Баранова был составлен Знамённый гербовник. 8 марта 1730 года новые гербы для полковых знамён были утверждены. Для герба на знамени Луцкого (Великолуцкого) драгунского полка был выбран вариант 1712 года, герб имел следующее описание:
По старому: из облака рука; в руке меч перерубает змия; рука и меч белые, змий чёрный; поле красное
Гербы 1730 года должны были размещаться не только на полковых знамёнах, но и на печатях, которыми губернаторы и воеводы опечатывали все бумаги, кроме партикулярных. Однако, герб Великолуцкого полка так и не приобрёл статус городского герба.

### Высочайше утверждённый герб
Исторический герб Великих Лук был Высочайше утверждён 28 мая (8 июня) 1781 года императрицей Екатериной II вместе с другими гербами городов Псковского наместничества.
Подлинное описание герба гласило:
Имеетъ старый гербъ. Въ красномъ полѣ три золотые большіе лука.ПСЗРИ, 1781, Закон № 15162

### Герб Кёне

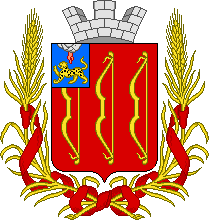
Проект герб города образца 1861 года

В 1861 году, в период геральдической реформы Кёне, был разработан проект нового герба уездного города Великие Луки (официально не утверждён):
В червлёном щите 3 золотых лука в столб. В вольной части герб Псковской губернии. Щит увенчан серебряной стенчатой короной и окружён золотыми колосьями, соединёнными Александровской лентой.

### Герб в современной России

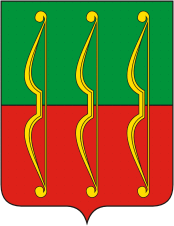
Герб Великолуцкого района (2001 год)

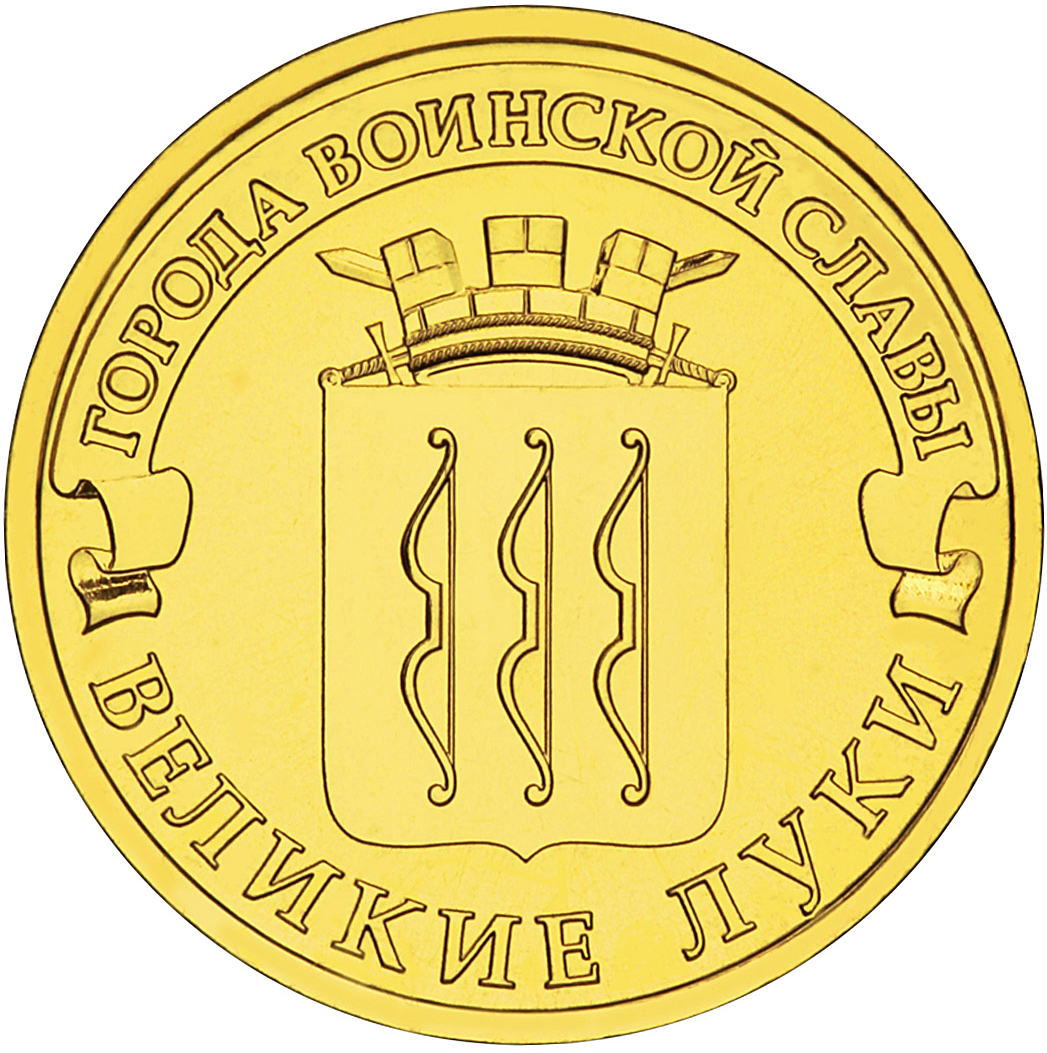
Герб Великих Лук на монете номиналом 10 рублей, из серии «Города воинской славы»

Исторический герб Великих Лук (1781 года) был восстановлен в качестве официального, ныне действующего, герба города при содействии Союза геральдистов России. Авторы реконструкции исторического герба Великих Лук: идея — Константин Мочёнов (Химки); художник: Роберт Маланичев (Москва); компьютерный дизайн: Сергей Исаев (Москва). Герб был утверждён Решением Великолукской городской думы № 65 «О гербе города Великие Луки» 21 июня 2001 года и внесён в Государственный геральдический регистр Российской Федерации под регистрационным номером 791.
26 декабря 2001 года на основе исторического герба Великих Лук был утверждён герб Великолукского района, описание которого гласит: 
В пересечённом зеленью и червленью поле три золотых продольно положенных лука
28 октября 2008 года Указом Президента Российской Федерации городу Великие Луки присвоено почётное звание Российской Федерации «Город воинской славы» Герб Великих Лук, выполненный из бронзы, размещён на стеле «Воинской славы», которую открыли 17 июля 2010 года.

Варианты герба Великих Лук из газеты «Великолукская Правда»

3 сентября 2012 года Банком России была выпущена памятная монета номиналом 10 рублей, из серии «Города воинской славы», на реверсе которой изображён герб Великих Лук с двумя положенными накрест мечами за муниципальной короной. Такое геральдическое отличие предложено для всех городов воинской славы.

### Топонимика и гласность герба
В ряде источников герб Великих Лук называют гласным (говорящим), то есть изображение в гербе прямо раскрывает название города, которое, как считают некоторые исследователи произошло от боевого оружия средневековья — луков.
По следующей версии, три лука символизируют Новгород, Псков и Великие Луки, в древности военное братство трёх крупнейших городов Северо-Западной Руси.
Однако местные краеведы это оспаривают, ссылаясь на то, что топоним Великих Лук имеет разные версии. По одной из них, луки — это излучины реки Ловать, которых в районе города как раз три; по другой версии город назван по имени одного из первых правителей города — новгородского наместника Луки, посланного сюда из Холма.
Существует и другая, малоправдоподобная версия, изложенная в одном из рассказов альтернативной истории, где образ великолуцкого герба навеян Императрице Екатерине её любвеобильным сном.